# إدو مطوط (أزيار)
إدو مطوط هي إحدى مشيخات المملكة المغربية، تتبع جغرافيا لعمالة أكادير إدا وتنان وإداريًا لأزيار. يقدر عدد سكانها بـ 592 نسمة حسب الإحصاء الرسمي للسكان والسكنى لسنة 2004.